# The Attacks of 26/11
The Attacks of 26/11 è un film del 2013 diretto da Ram Gopal Varma.